# جوناثان ألفاريز
جوناثان ألفاريز (بالإسبانية: Jonathan Álvarez) (27 يونيو 1987 بميديلين في كولومبيا - ) هو لاعب كرة قدم كولومبي في مركز الوسط. لعب مع أتلتيكو جونيور وأتلتيكو ناسيونال وأتليتيكو هويلا وأمريكا دي كالي وأونس كالداس وديبورتيفو كالي ونادي إنترناسيونال ونادي ليونيس ونادي إنفيغادو ولا إكويداد ‏ وديبورتيفو بيريرا.

## وصلات خارجية
- جوناثان ألفاريز على موقع قاعدة بيانات كرة القدم.إي يو (الإنجليزية)
- جوناثان ألفاريز على موقع Soccerway.com (الإنجليزية)
- جوناثان ألفاريز على موقع AS.com (الإسبانية)